# Kim Jong-kyu
 (février 2015).
Si vous disposez d'ouvrages ou d'articles de référence ou si vous connaissez des sites web de qualité traitant du thème abordé ici, merci de compléter l'article en donnant les références utiles à sa vérifiabilité et en les liant à la section « Notes et références ».
Dans ce nom coréen, le nom de famille, Kim, précède le nom personnel.
Kim Jong-Kyu (en coréen 김종규), né le 3 juillet 1991, est un joueur sud-coréen de basket-ball. Il évolue au poste de pivot. 

## Palmarès
- 3e du Championnat d'Asie 2011, 2013
- Vainqueur des Jeux asiatiques de 2014